# 무숙자 (1968년 영화)
"무숙자"(無宿者)는 1968년 공개된 대한민국의 영화이다.

## 배역
- 신영균
- 최은희
- 최성호
- 김정훈